# The Circle of Fate (film 1913)
The Circle of Fate è un cortometraggio muto del 1913 prodotto dalla Kalem e diretto da George Melford. Ha come interpreti Frank Hammond, Marin Sais e Paul Hurst.

## Trama
Un uomo del West salva la passeggera di una diligenza e se ne innamora. Scoprirà però che il loro amore deve affrontare un ostacolo insormontabile: lei è già sposata.

## Produzione
Il film, prodotto dalla Kalem Company, venne girato a Glendale.

## Distribuzione
Distribuito dalla General Film Company, il film - un cortometraggio di una bobina - uscì nelle sale cinematografiche statunitensi il 21 maggio 1913.